# 駝背副帆鰭魚
駝背副帆鰭魚（學名：Paristiopterus labiosus），為輻鰭魚綱鱸形目鱸亞目五棘鯛科的其中一種，分布於南澳大利亞至新南威爾斯、紐西蘭海域，深度20-170公尺，本魚背部隆起，吻突出、口小，背鰭高而長，尾鰭彎形，體色鐵灰色，全身具有蟲紋般的紋路，體長可達100公分，棲息在大陸棚及大陸坡底層水域，生活習性不明，可做為食用魚。